# Jamal Khader
Jamal Khader Daibes (ur. 3 lipca 1964 w Az-Zababidzie) – palestyński duchowny rzymskokatolicki, w latach 2022–2024 biskup pomocniczy patriarchatu Jerozolimy, biskup Dżibuti od 2024.

## Życiorys
Jamal Khader urodził się w Az-Zababidzie w Autonomii Palestyńskiej 3 lipca 1964 roku. Święcenia kapłańskie otrzymał 8 lipca 1988 i został inkardynowany do łacińskiego patriarchatu Jerozolimy. Był m.in. wykładowcą i rektorem patriarchalnego seminarium duchownego, dyrektorem patriarchalnej szkoły oraz wikariuszem dla Jordanii.
11 marca 2022 papież Franciszek mianował go biskupem pomocniczym łacińskiego patriarchatu Jerozolimy i biskupem tytularnym Patara. Sakry udzielił mu łaciński patriarcha Jerozolimy Pierbattista Pizzaballa w Kościele św. Katarzyny Aleksandryjskiej w Betlejem 6 maja 2022.
13 stycznia 2024 papież Franciszek mianował go biskupem Dżibuti i administratorem apostolskim sede vacante Mogadiszu.